# Diecéze évryjsko-corbeilskoessonneská
Diecéze évryjsko-corbeilskoessonneská (lat. Dioecesis Evriensis-Corbiliensis-Exonensis, franc. Diocèse d'Évry-Corbeil-Essonnes) je francouzská římskokatolická diecéze. Leží na území departementu Essonne, jehož hranice přesně kopíruje. Sídlo biskupství i katedrála Vzkříšení a svatého Korbiniána se nachází ve městě Évry, konkatedrála Saint-Spire de Corbeil se nachází ve městě Corbeil-Essonnes. Diecéze je součástí pařížské církevní provincie.

## Historie
Biskupství bylo v Corbeil-Essonnes zřízeno 9. října 1966, vyčleněním území z versailleské diecéze. Sídlo biskupství bylo při dostavbě katedrály Vzkříšení přesunuto do Évry.
Následkem reformy pařížského regionu v roce 1964 bylo v roce 1966 rozhodnuto sjednotit hranice provincie s pařížským regionem: provincie si ponechala svou dosavadní rozlohu, ale biskupství vznikla v každém nově zřízeném departementu.
Diecéze je sufragánem pařížské arcidiecéze.
Od 15. srpna 2000 byl diecézním biskupem Mons. Michel Dubost, který se stal emeritním biskupem v roce 2017 a následně apoštolským administrátorem lyonské arcidiecéze. Od roku 2017 je diecézním biskupem v Évry Mons. Michel Pansard.